# Метрополітен Хух-Хото
Метрополітен Хух-Хото (кит.: 呼和浩特地铁) — система ліній метрополітену в місті Хух-Хото, КНР.

## Історія
Будівництво метрополітену в місті розпочалося у квітні 2016 року. Початкова дільниця першої лінії в складі 20 станцій була відкрита наприкінці грудня 2019 року, таким чином Хух-Хото стало 38 містом КНР в якому запрацював метрополітен. Менше ніж через рік в повному складі була відкрита друга лінія.

## Лінії
Переважна більшість станцій в місті підземна, в системі лише 1 наземна та 3 естакадних станції. Всі станції задля безпеки пасажирів обладнані платформними розсувними дверима.
| №       | Дата відкриття | Останнє продовження | Кількість станцій | Кінцеві станції                | Довжина в км | Кількість підземних станцій |
| ------- | -------------- | ------------------- | ----------------- | ------------------------------ | ------------ | --------------------------- |
| Лінія 1 | 29 грудня 2019 | —                   | 20                | «Yili Health Valley» — «Bayan» | 21,7 км.     | 16                          |
| Лінія 2 | 1 жовтня 2020  | —                   | 24                | «Talidonglu» — «A'ershanlu»    | 27,3 км.     | 24                          |

## Розвиток
Станом на жовтень 2020 року в місті проєктується ще декілька нових ліній. У майбутньому система метрополітену міста складатиметься з 5 ліній загальною довжиною приблизно 155 км та 123 станції.

## Галерея

Один з виходів станції «Xi'erhuanlu»
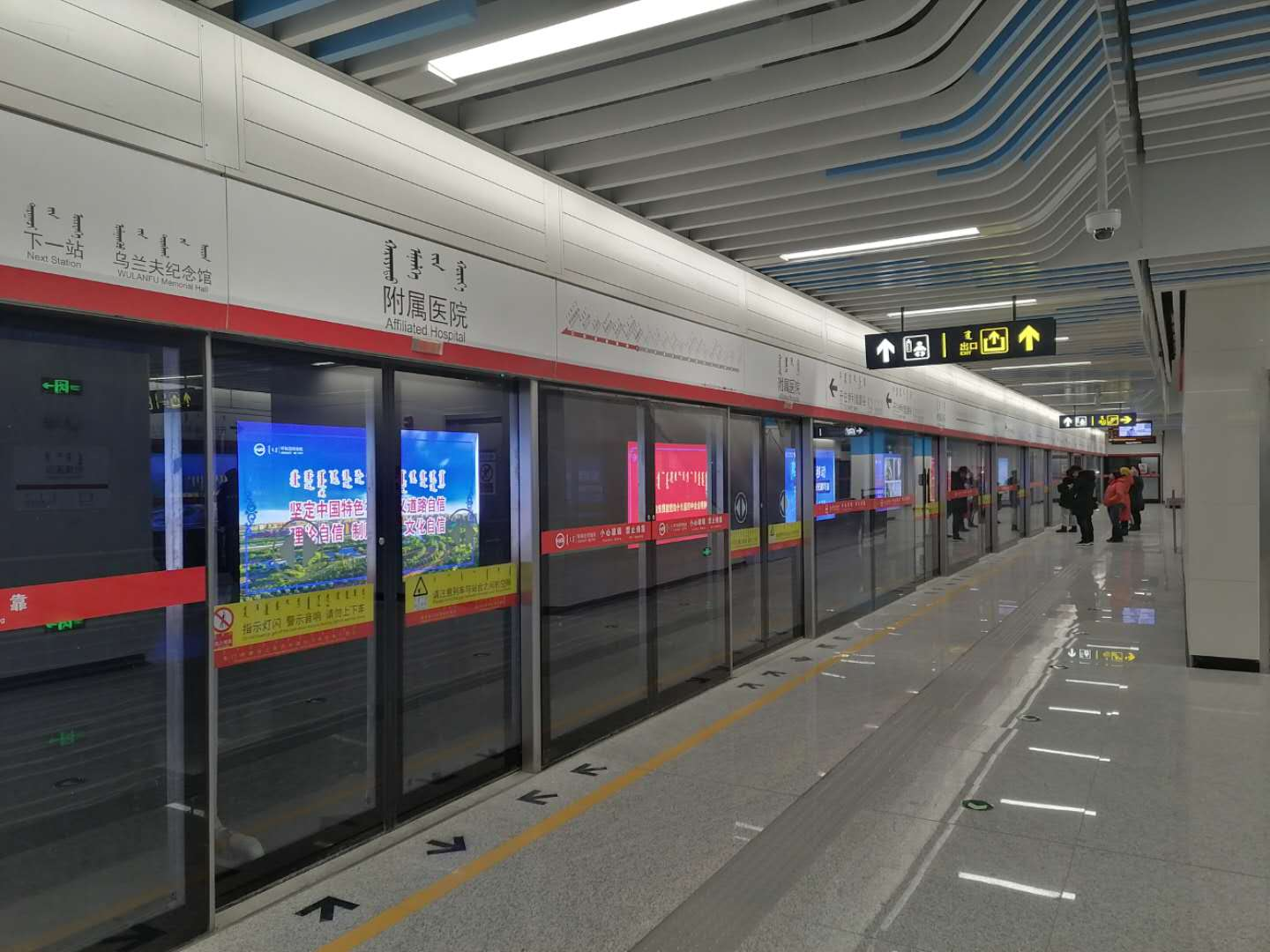
Платформа станції «Affiliated Hospital»
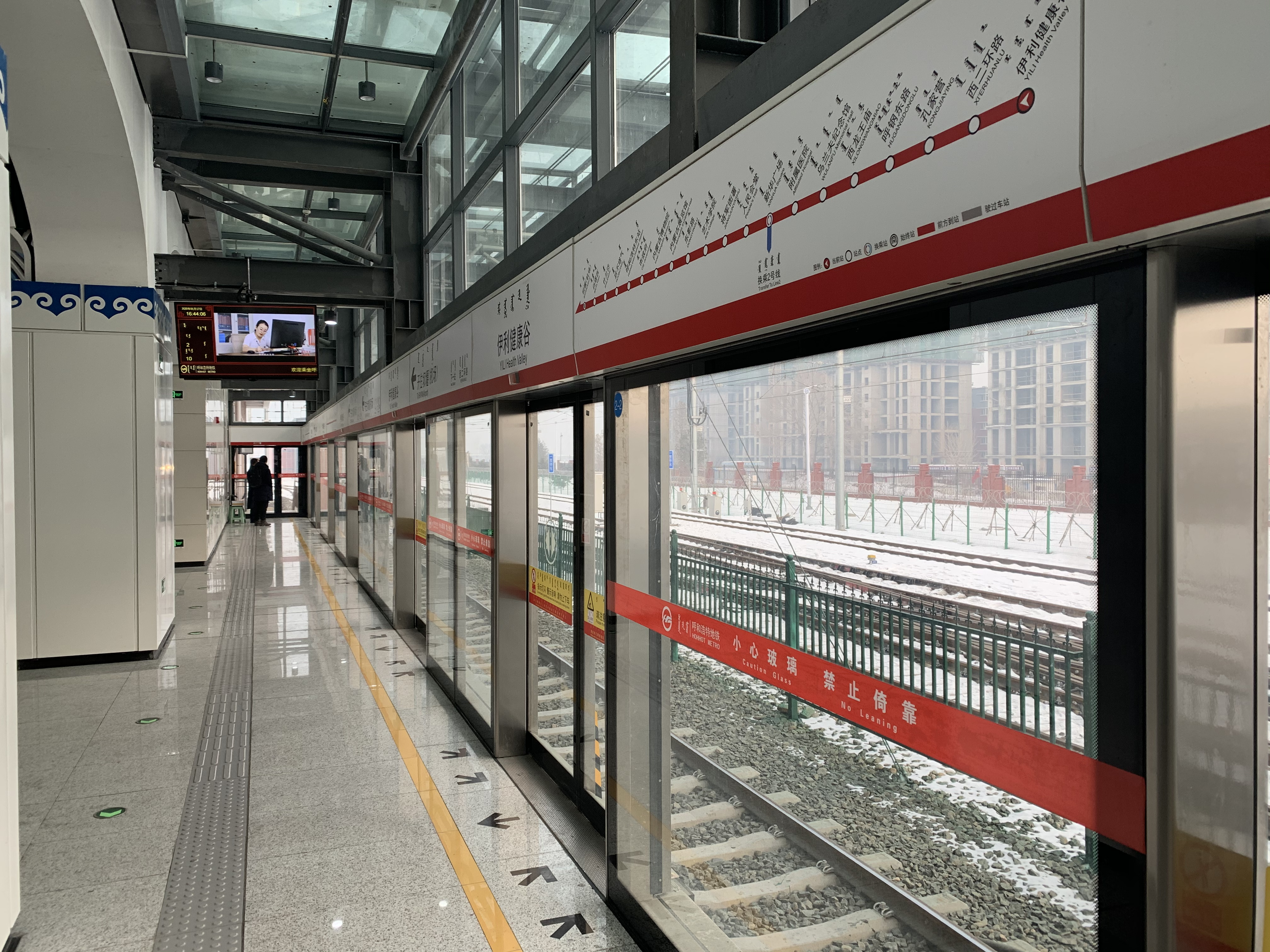
Платформні розсувні двері на наземній станції «Yili Health Valley»